# Cecil Mallaby Firth
Pour les articles homonymes, voir Firth.
Cecil Mallaby Firth (1878-1931) est un égyptologue britannique, qui fouille la pyramide à degrés de Djéser à Saqqarah et d'autres pyramides. Il découvre des statues, des chambres funéraires de pharaons et de reines et une inscription confirmant l'existence de l'architecte Imhotep.

## Biographie
Firth travaille pendant trente ans au Service des antiquités égyptiennes. Il fait partie des premiers archéologues en Nubie, à partir de 1907. Il est associé à l'égyptologue américain George Andrew Reisner dans l'expédition archéologique de Nubie. Il s'agit d'une vaste prospection, décidée par le directeur français du Service des antiquités égyptiennes, Gaston Maspero.

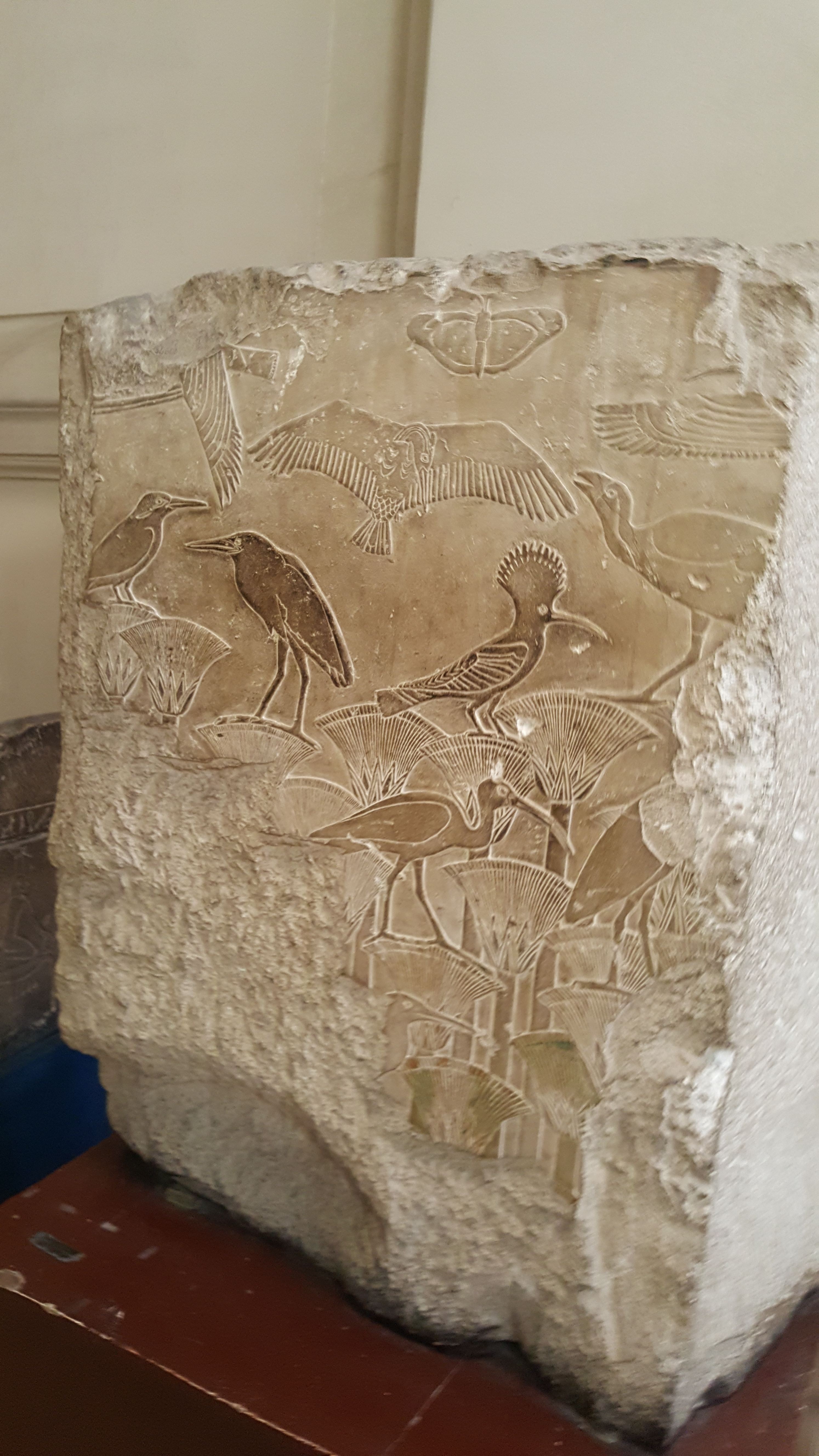
Oiseaux du delta du Nil. Bas-relief provenant du temple funéraire d'Ouserkaf à Saqqarah. Mis au jour par Cecil Mallaby Firth en 1928.

Firth devient inspecteur des antiquités à Saqqarah en 1923. Il commence à y explorer le complexe de la pyramide à degrés de Djéser. En 1924, il découvre le serdab du pharaon contenant sa statue, qu'il fait transporter au musée du Caire.
Le socle d'une autre statue royale révèle le nom de l'architecte Imhotep. Cette dernière découverte est capitale : Imhotep n'était jusqu'alors connu que par les écrits du prêtre égyptien antique Manéthon et cette inscription confirme qu'Imhotep est l'auteur de la première pyramide construite par les Égyptiens.
Cecil Firth s'adjoint l'architecte français Jean-Philippe Lauer à son arrivée sur le site en 1926. Firth travaille en collaboration avec James Edward Quibell et met au jour les deux dernières galeries restées inviolées depuis l'Antiquité et contenant 40 000 pièces de vaisselle de pierre avec les noms des rois des deux premières dynasties égyptiennes.
Firth poursuit les travaux engagés par Victor Loret sur les pyramides des épouses du pharaon Téti et découvre la chambre funéraire de la reine Ipout Ire. Il  continue le dégagement de la pyramide du roi Ounas commencé par Alexandre Barsanti.
En 1928 et 1929, Firth commence le dégagement du complexe funéraire d’Ouserkaf, le premier roi de la Ve dynastie, ainsi que celui d’une petite pyramide située juste au sud, attribuée à son épouse, la reine Néferhétepès.
L'archéologue égyptien Muhammad Zakaria Goneim et Jean-Philippe Lauer succèdent à Firth à Saqqarah en 1931.

## Publications
- (en) Archeological Survey of Nubia. Report 1908-1909, 1912.
- (en) avec Battiscombe George Gunn, Excavations at Saqqara, Teti pyramid cemeteries, Vol. 1: text, Le Caire, IFAO, 1926.
- (en) The Teti pyramid cemeteries, Excavations at Saqqara, 2 vol., Le Caire, Service des antiquités de l’Égypte, 1926.
- (en) avec J.E. Quibell, The step pyramid, I et II, Excavations at Saqqara, Le Caire, Service des antiquités de l’Égypte, 1935-1936.